# Indonésie na Letních olympijských hrách 1992
Indonésie se účastnila Letní olympiády 1992 ve španělské Barceloně. Zastupovalo ji 42 sportovců (27 mužů a 15 žen) v 10 sportech.

## Medailisté
| Medaile | Jméno                     | Sport     | Soutěž       |
| ------- | ------------------------- | --------- | ------------ |
| Zlato   | Alan Budikusuma           | Badminton | muži dvouhra |
| Zlato   | Susi Susanti              | Badminton | ženy dvouhra |
| Stříbro | Rudy Gunawan Eddy Hartono | Badminton | muži čtyřhra |
| Stříbro | Ardy Wiranata             | Badminton | muži dvouhra |
| Bronz   | Hermawan Susanto          | Badminton | muži dvouhra |